# Barrett M82
El M82 es un fusil antimaterial semiautomático anti-material SARTS (fusil de aplicaciones especiales con mira telescópica, por sus siglas en inglés) desarrollado por la firma Barrett Firearms Company. Actualmente es parte del equipo de muchas unidades especiales, así como de algunos ejércitos del mundo, incluyendo las fuerzas especiales estadounidenses. También es llamado "Light Fifty" por su calibre .50 BMG (12,7 mm). El arma tiene dos variantes —la original M82A1 (y A3) y la bullpup M82A2—. La M82A2 ya no se produce, aunque la XM500 puede verse como su sucesor espiritual, empleándose la configuración bullpup.

## Descripción

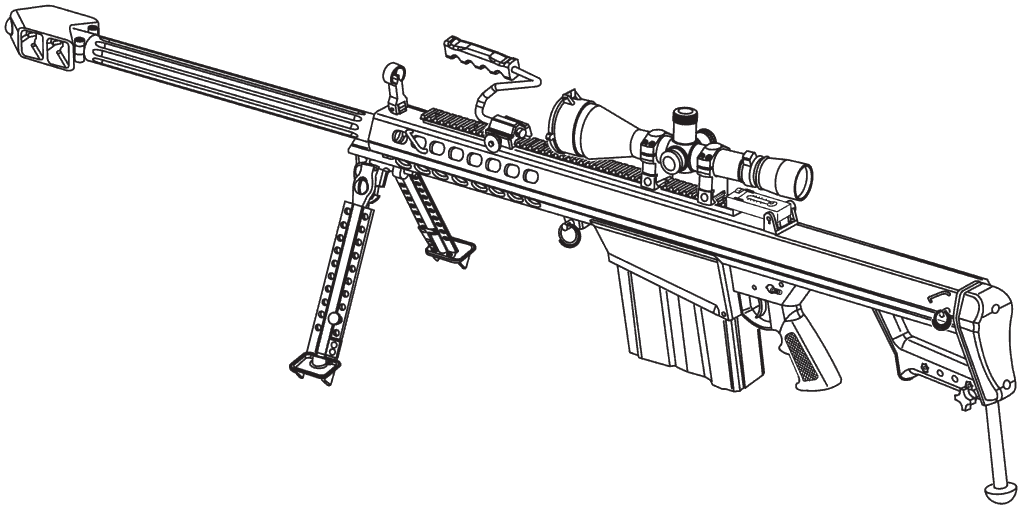
Esquema del Barrett M107

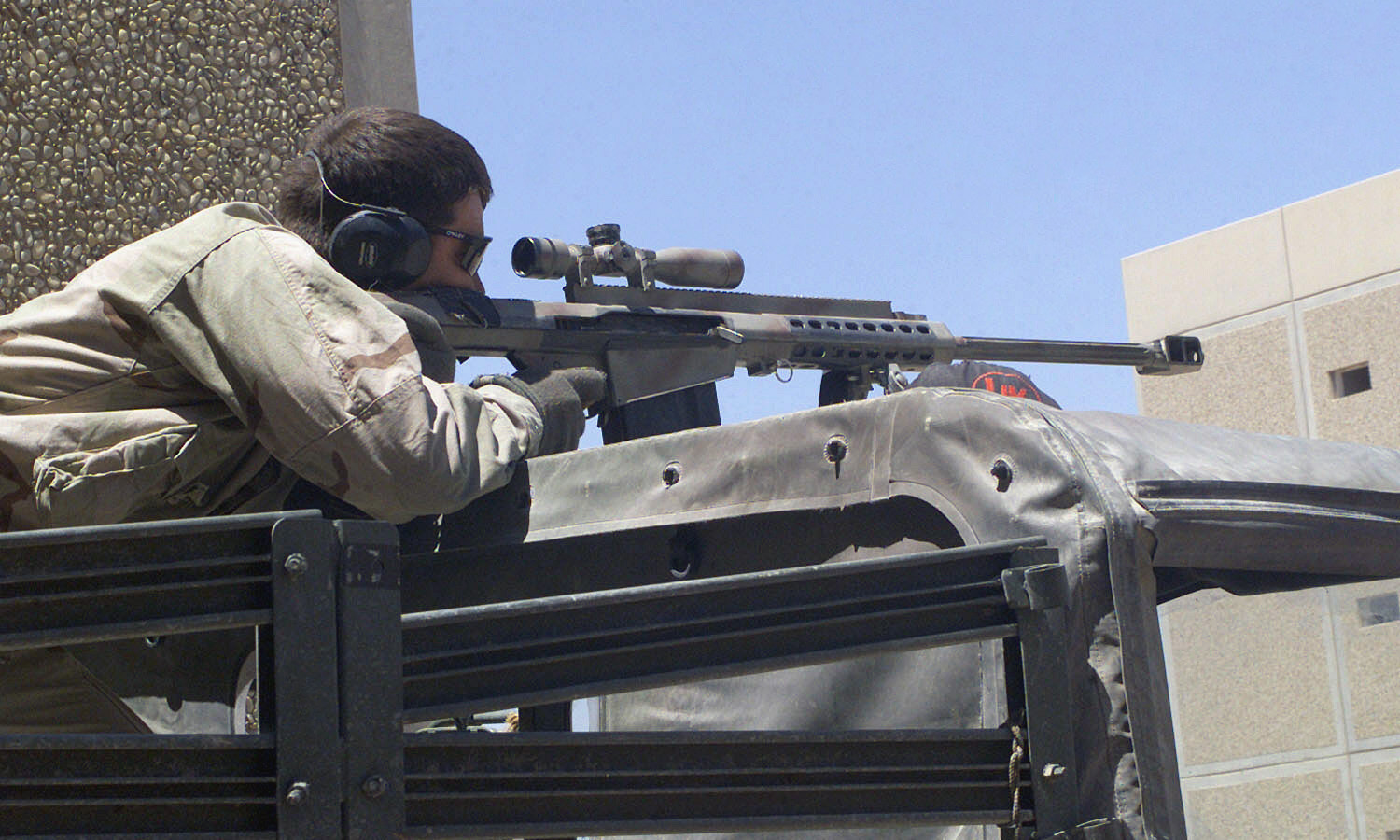
El francotirador del Cuerpo del Ejército Ian M. Perry, del Batallón, practica fuego con el Barret M82A1 en el campo de aviación de An-Numaniyah, Irak.

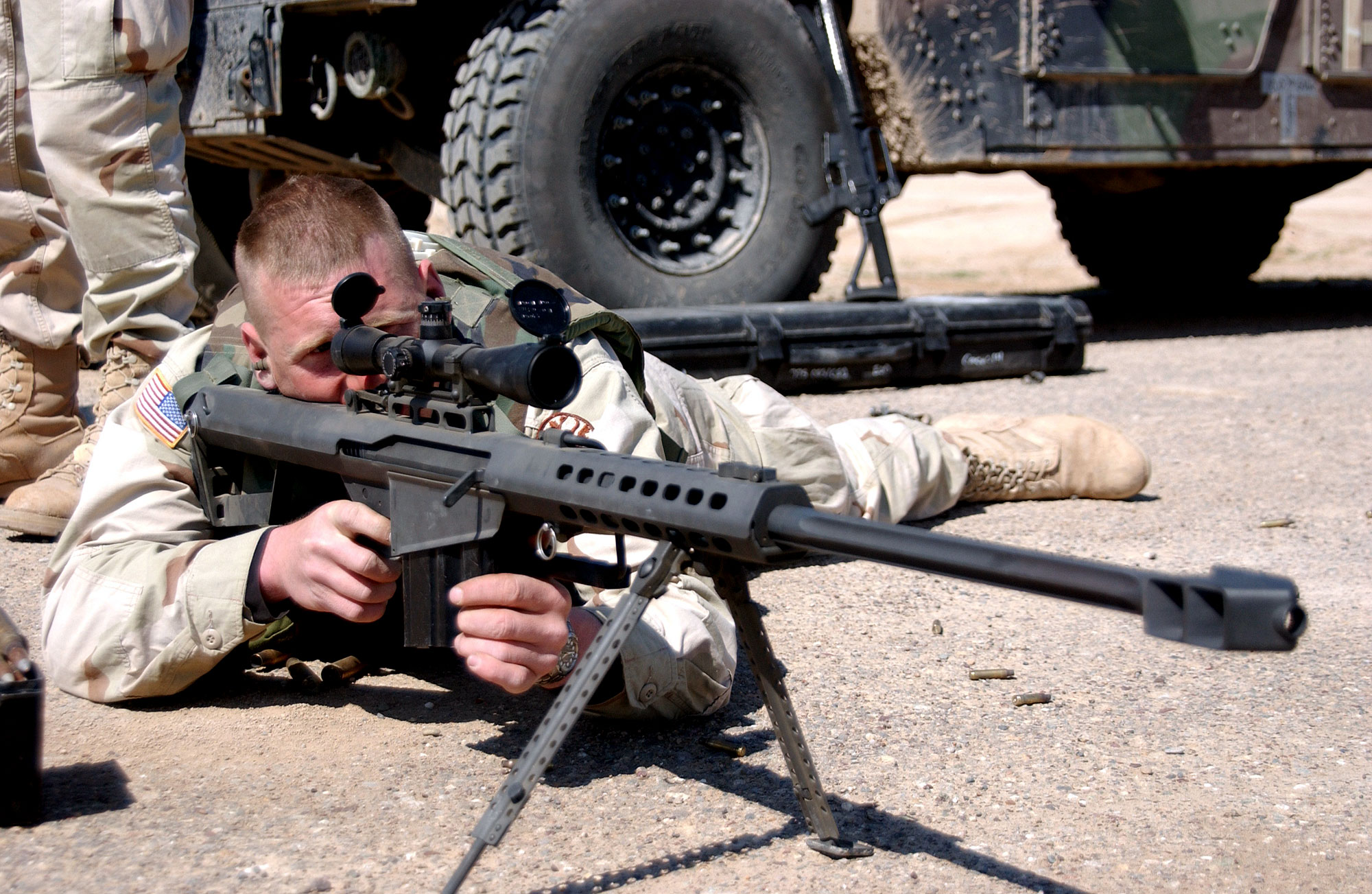
Un soldado del 506.º Escuadrón de Ingeniería Civil Expedicionario disparando con el Barret M82 delante de la Base Operativa McHenry en Kirkuk, Irak, el 26 de marzo de 2005. Usan este fusil para detonar explosivos a gran distancia.

La firma Barrett Firearms Company fue fundada por Ronnie Barrett con el único propósito de construir fusiles semiautomáticos de gran potencia con munición calibre .50, originalmente desarrollada y empleada por la ametralladora Browning M2. En las guerras de Corea y Vietnam los francotiradores americanos ya se habían dado cuenta de las ventajas del empleo del cartucho de 12,7 mm. y se hicieron algunos experimentos adaptando visores a ametralladoras para realizar disparos de precisión. En la intervención de los Marines en Líbano a mediados de la década de 1980 estos echaron en falta un arma que sus francotiradores pudieran emplear para poder acabar con los tiradores enemigos que acechaban  escondidos en posiciones conocidas detrás de los muros de edificios. Barrett comienza su trabajo a principios de los 80, y los primeros fusiles estuvieron disponibles en 1982, con la designación M82. Barrett continua desarrollando su fusil durante la década de 1980, produciendo el mejorado M82A1 en 1986.
El enorme calibre .50 BMG del US Army (cartucho 12,7×99 mm de la OTAN) era conocido que permite una gran precisión y alcance, es capaz de acabar con objetivos a 1.800 metros de distancia. El arma no encajaba en el paradigma de fusiles de francotirador ya que era muy grande y pesaba 13,60Kg., por lo que no era fácilmente transportada. Era un arma automática, alimentada por cargadores de 10 o 20 balas, y evidentemente producía bastante retroceso. Para mitigar el retroceso y reducir la fatiga del tirador, se instaló un gran freno de boca rectangular que dirigía los gases hacia fuera y los lados. El cañón estriado buscaba reducir un poco el peso y disipar mejor el calor.
El primer éxito en el mercado militar fue la compra de cerca de 100 fusiles M82A1 por el Ejército de Suecia en 1989. Un mayor éxito siguió en 1990, cuando el Ejército de los Estados Unidos adquirió un número significativo de M82A1 que fueron empleados durante las operaciones Escudo del Desierto y Tormenta del Desierto en Kuwait y en Irak. Cerca de 125 fusiles fueron comprados inicialmente por el Cuerpo de Marines de los Estados Unidos, al cual siguieron pedidos del Ejército y de la Fuerza Aérea. Su consagración vino con el empleo en combate en 1991, cuando los soldados estadounidenses emplearon el Barret M82A1 para inutilizar blindados BMD-1 iraquíes a alrededor de 1.600 metros de distancia, o destruir misiles Scud en el momento de su lanzamiento gracias al uso de puntas perforantes en los proyectiles.
El M82A1 se conoce en las Fuerzas Armadas de los Estados Unidos como SASR —"Special Applications Scoped Rifle"—, y fue y sigue usándose como fusil anti-material y para acciones de EOD (acrónimo en inglés para "Desactivación de Artefactos Explosivos"). Su largo alcance efectivo (a más de 1,5 km, con un disparo récord a 2,5 km), junto a su alta energía y disponibilidad de munición altamente efectiva como las balas antiblindaje incendiarias, y Raufoss Mk 211, garantizan disparos eficientes contra blancos como radares, camiones, aeronaves estacionadas y otros. El M82 también puede usarse contra blancos humanos a gran distancia o cuando se ponen a cubierto. Sin embargo, la acción antipersonal no es la principal aplicación del M82 (o de cualquier otro fusil calibre 12,7 mm). Existen las creencias muy difundidas de que varios tratados han prohibido el empleo de cartuchos .50 BMG contra blancos humanos, así como que generaciones de reclutas han sido aconsejados por los sargentos de instrucción en disparar un arma calibre .50 a los correajes y otros equipos transportados por un soldado enemigo. 
A pesar de esto, el procurador general de la Corte Militar de los Estados Unidos ha emitido una opinión legal de que el .50 BMG y aún el Mk 211 son legales para su uso contra enemigos.
Un posterior desarrollo produjo el fusil bullpup M82A2 en 1987, que era un diseño con retroceso reducido para poder disparar de pie. No causó una gran impresión en el mercado de las armas de fuego y su producción fue rápidamente cancelada. Aunque en el 2006, Barrett desarrolló el XM500, con una configuración bullpup similar al M82A2.
El último derivado de la familia M82 es el fusil M82A1M, adoptado por los Marines como el M82A3 SASR y comprado en grandes cantidades. Este fusil se diferencia del M82A1 en que tiene un riel Picatinny completo, que le permite instalar una amplia variedad de miras telescópicas y aparatos de puntería. Otros cambios son la adición de un soporte posterior, mecanismo aligerado, bípode retirable y freno de boca.
Otra variante del fusil original es el M82A1A SASR, un modelo casi idéntico pero diseñado específicamente para disparar cartuchos Raufoss Mk 211 Mod 0 con bala perforante-incendiaria.

## Características técnicas
El M82 es un fusil semiautomático accionado por retroceso corto. Cuando es disparado, el cañón retrocede una corta distancia (25 mm, casi una pulgada) con el cerrojo rotativo cerrando la recámara de este. Luego del corto recorrido, un pin del cerrojo entra en la guía curva del cajón de mecanismos y gira el cerrojo para abrirlo y desacoplarlo del cañón. Cuando el cerrojo se abre, el brazo acelerador lo lleva hacia atrás, transfiriendo parte de la energía del retroceso del cañón al cerrojo para obtener una acción fiable. Entonces el cañón termina su recorrido y el cerrojo continúa yendo hacia atrás, extrayendo y eyectando el casquillo del cartucho disparado. Al retornar a su posición original, el cerrojo empuja un nuevo cartucho del cargador y lo introduce en la recámara, para finalmente cerrarse sobre esta. El percutor es armado al momento que el cerrojo inicia su recorrido hacia adelante. El fusil es alimentado por un gran cargador extraíble con capacidad de 10 cartuchos, aunque se desarrolló una escasa variante de 12 cartuchos para emplearlo en la guerra del Golfo.
Los fusiles M82A1 son equipados con soportes para montar miras telescópicas y un alza mecánica de apoyo, en caso de que la mira telescópica se rompa o falle (otro fusil con semejante característica es el Dragunov ruso). Los fusiles M82 del Ejército estadounidense son frecuentemente equipados con miras telescópicas Leupold Mark 4. Los fusiles M82A1M (M82A3 en la denominación de los Marines) tienen instalados largos rieles Picatinny para accesorios y emplean miras telescópicas US Optics. Cada fusil M82 viene equipado con una agarradera de transporte plegable y un bípode plegable (ambos pueden desmontarse en el M82A3). El M82A3 también tiene un soporte plegable bajo la culata. La culata tiene una cantonera de material suave para reducir aún más la sensación del retroceso. Los fusiles M82A1 y M82A3 pueden montarse sobre los trípodes de infantería M3 o M122 (originalmente diseñados para ametralladoras) o a bordo de vehículos con ayuda del soporte flexible especial Barrett. Al M82A1 se le puede poner una correa portafusil, pero según los soldados que lo transportaron en combate, el M82 es demasiado incómodo de transportar con una correa portafusil debido a su longitud excesiva y gran peso. Es habitualmente transportado dentro de en un maletín o de una funda de lona.

## Controversia
Como en la mayoría de municiones de máxima potencia para fusiles, especialmente aquellas con balas de punta encamisada metálica, el M82 penetra fácilmente los chalecos antibalas Tipo IV y la mayoría de materiales de construcción de un edificio. Con la potencia añadida debido a su tamaño, el M82 puede además perforar blindajes ligeros y vidrio blindado de nivel 8 —considerado el más fuerte existente—. Debido a estas capacidades, además de la amenaza para los vuelos de las aerolíneas comerciales —ver más arriba—, el M82 es un claro ejemplo del tipo de fusiles cuya venta pública quiere ser prohibida. La prohibición de los fusiles de calibre .50 para propietarios no-gubernamentales en California y las discusiones sobre legislaciones similares en otros estados ha causado que Barrett ofrezca fusiles con un cartucho propio con desempeño similar: el .416 Barrett que es más pequeño en cuanto a diámetro, más rápido y tiene un coeficiente balístico mejorado que debería penetrar incluso mejor que el .50 BMG.
Como respuesta a la prohibición de tenencia de fusiles calibre .50 por parte de civiles en California, la Barrett suspendió sus ventas y mantenimiento a todas las agencias policiales del estado de California.
Los opositores a la prohibición del M82 y otros fusiles de calibre .50 argumentan que el tamaño y el peso (así como el costo) del M82 hace inviable su uso por parte de la mayoría de criminales, mientras que los defensores de la prohibición argumentan que terroristas autóctonos o extranjeros —especialmente Al Qaeda y el IRA Provisional— adquirieron los M82 de las tiendas de armas de Estados Unidos.
El fusil Barrett ha sido esporádicamente empleado en guerra por los Estados Unidos. Es principalmente empleado para detonar artefactos explosivos a distancia, siendo demasiado grande, pesado e incómodo de emplear en un combate real.
Algunos de estos fusiles han sido capturados y confiscados a traficantes de armas, pero solamente un número muy reducido de estos ha estado involucrado en tiroteos desde 1992.
Últimamente ha sido frecuentemente confiscado a los cárteles de narcotraficantes mexicanos.

## Usuarios
- Alemania: EL M107 es empleado por el Ejército alemán con la denominación G82.[8]
- Argentina: empleado por División Especial de Seguridad Halcón
- Arabia Saudita[9]
- Australia: Empleado por el Comando de Operaciones Especiales en Afganistán.[10]
- Austria: Empleado por el Jagdkommando del Ejército austriaco.[11]
- Baréin[9]
- Bélgica[9]
- Botsuana[9]
- Brasil[9]
- Bután[9]
- Catar[9]
- Chile[9]
- Colombia[9]
- Dinamarca[9]
- Nicaragua[9]
- El Salvador[9]
- Emiratos Árabes Unidos[9]
- España[9]
  - Ejército del Aire de España, Ejército de Tierra de España y Fuerza de Guerra Naval Especial (FGNE). Varias unidades del M82A1.[12]
  - Guardia Civil (Uei y Gar) y Policía Nacional (Geo y Goes).
- Estados Unidos[9]
- Filipinas[9]
- Finlandia[9]
- Francia[9]
- Georgia: Empleado por las Fuerzas Armadas georgianas y la Brigada de Fuerzas Especiales.[13][14]
- Grecia[9]
- India: EL M107 es empleado por la Fuerza Uno de la Policía de Mumbai.[15]
- Israel: Es empleado por los Ingenieros de Combate de la FDI.[16]
- Italia[9]
- Jordania[9][17]
  - Fuerzas de Operaciones Especiales de Jordania. M82A1.
- Kuwait[9]
- Lituania: Fuerzas Armadas lituanas.[18]
- Malasia: Es empleado por la Fuerza de Operaciones Especiales malaya.[19]
- México[9]
  - Utilizado por la Armada de México y el Cuerpo de Fuerzas Especiales de México
- Noruega[9]
- Omán[9]
- Panamá: Empleado por el Servicio Nacional de Fronteras (SENAFRONT) y el Servicio Nacional Aeronaval (SENAN)
- Países Bajos[9]
- Pakistán: Empleado por el Ejército pakistaní.[20][21]
- Perú[9]
- Polonia: Empleado por el GROM.[22]
- Portugal[9]
- Reino Unido[9]
- República Checa[9][23]
- República Dominicana
- Singapur[9]
- Suecia: Empleado con la denominación Ag 90 C.[9]
- Turquía[9]
- Uruguay[9]
- Venezuela

Desafortunadamente los fusiles también llegaron a manos de organizaciones criminales. La organización terrorista IRA lo empleó para asesinar a soldados y policías en Irlanda del Norte. Los cárteles de la droga mexicanos y guerrillas colombianas también han empleado fusiles Barrett contra fuerzas de la policía y el ejército.

## Designaciones oficiales

### Designación en los Estados Unidos
| Nombre     | Descripción |
| ---------- | --- |
| M82        | Fusil semiautomático Barrett M82 12,7 x 99 OTAN. |
| M82A1      | Fusil semiautomático Barrett M82A1 12,7 x 99 OTAN. Variante mejorada, incluye un freno de boca rediseñado. |
| M82A1A     | Variante del fusil semiautomático Barrett M82A1 12,7 x 99 OTAN. Mejorada para disparar cartuchos Mk 211 Mod 0 calibre.50. |
| M82A1M     | Variante del fusil semiautomático Barrett M82A1 12,7 x 99 OTAN. Variante mejorada que incluye un riel para accesorios alargado. También incluye una agarradera posterior y un soporte. |
| M82A2      | Fusil semiautomático bullpup Barrett M82A2 12,7 x 99 OTAN. |
| M82A3      | Fusil semiautomático Barrett M82A3 12,7 x 99 OTAN. Fusiles de producción reciente, construidos según las características del M82A1M, con riel de accesorios alargado, aunque no siempre, y situado a mayor altura que en el M82A1M/M107. Al contrario del M82A1M/M107, no tiene agarradera posterior ni soporte. |
| XM107/M107 | Inicialmente empleada como denominación del fusil de cerrojo Barrett M95 calibre 12,7 x 99 OTAN. La denominación fue aplicada posteriormente a la variante mejorada del fusil M82A1M. Incluye una agarradera posterior y un soporte.                                                                             |

### Designaciones en otros países
| País        | Miembro OTAN | Designación    | Descripción                                                |
| ----------- | ------------ | -------------- | ---------------------------------------------------------- |
| Alemania    | Sí           | G82            | Fusil semiautomático Barrett M82A3 12,7 x 99 OTAN.         |
| Dinamarca   | Sí           | Mrg M/95       | Fusil de cerrojo Barrett M95 12,7 x 99 OTAN.               |
| Finlandia   | Sí           | 12,7 TKIV 2000 | Fusil semiautomático Barrett M82A1 12,7 x 99 OTAN.         |
| Malasia     | No           | M82A2          | Fusil semiautomático bullpup Barrett M82A2 12,7 x 99 OTAN. |
| Noruega     | Sí           | M82A1NG        | Fusil semiautomático M82A1 12,7 x 99 OTAN.                 |
| Reino Unido | Sí           | L82A1          | Fusil semiautomático Barrett M82A1 12,7 x 99 OTAN.         |
| Suecia      | Sí           | Ag 90          | Fusil semiautomático Barrett M82A1 12,7 x 99 OTAN.         |

## Variantes
- M82A1
- M82A2
- M95
- M107
- XM500

## Especificaciones

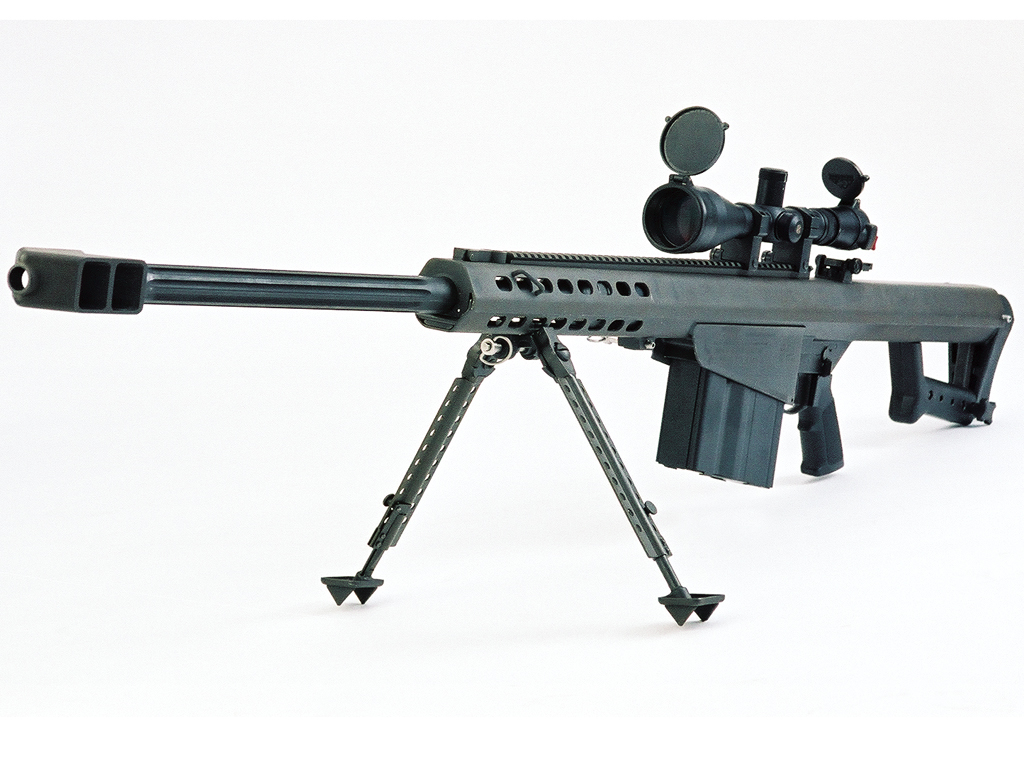
Barrett M107 visto de frente.

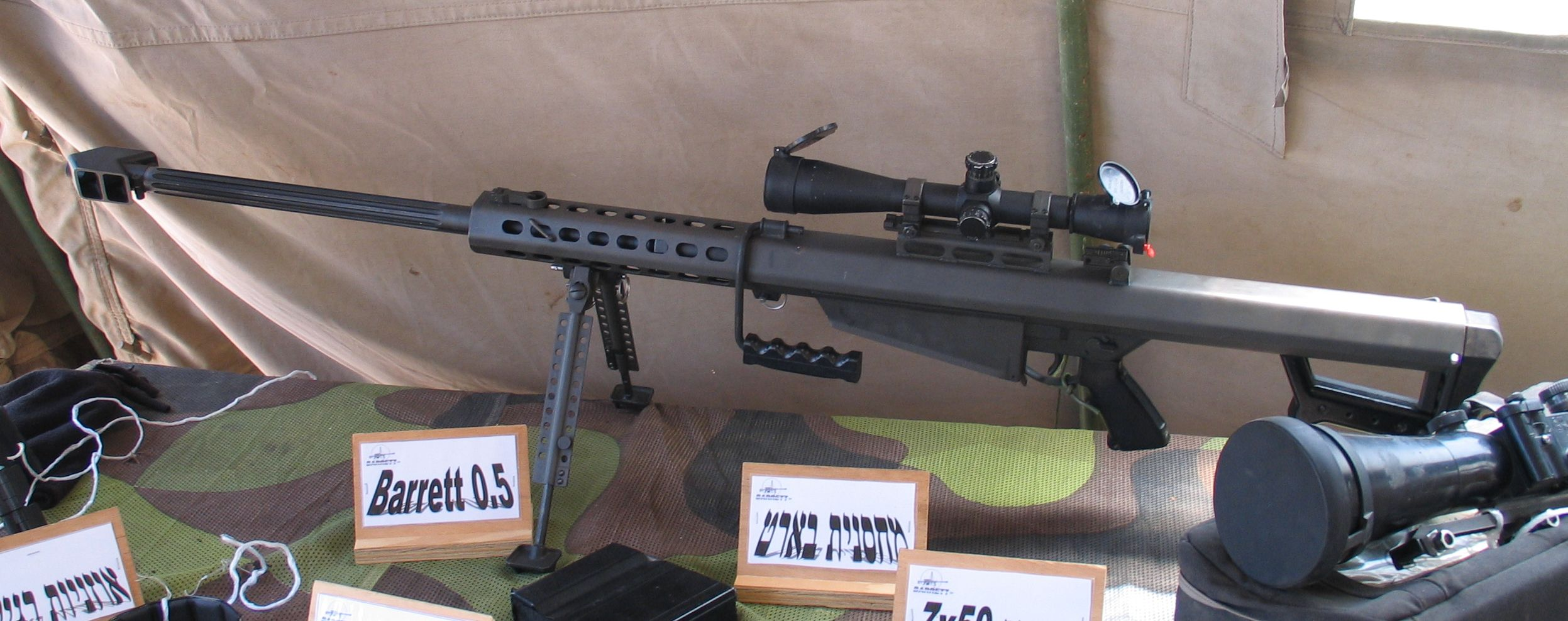
Un M82A1 expuesto en Latrun.

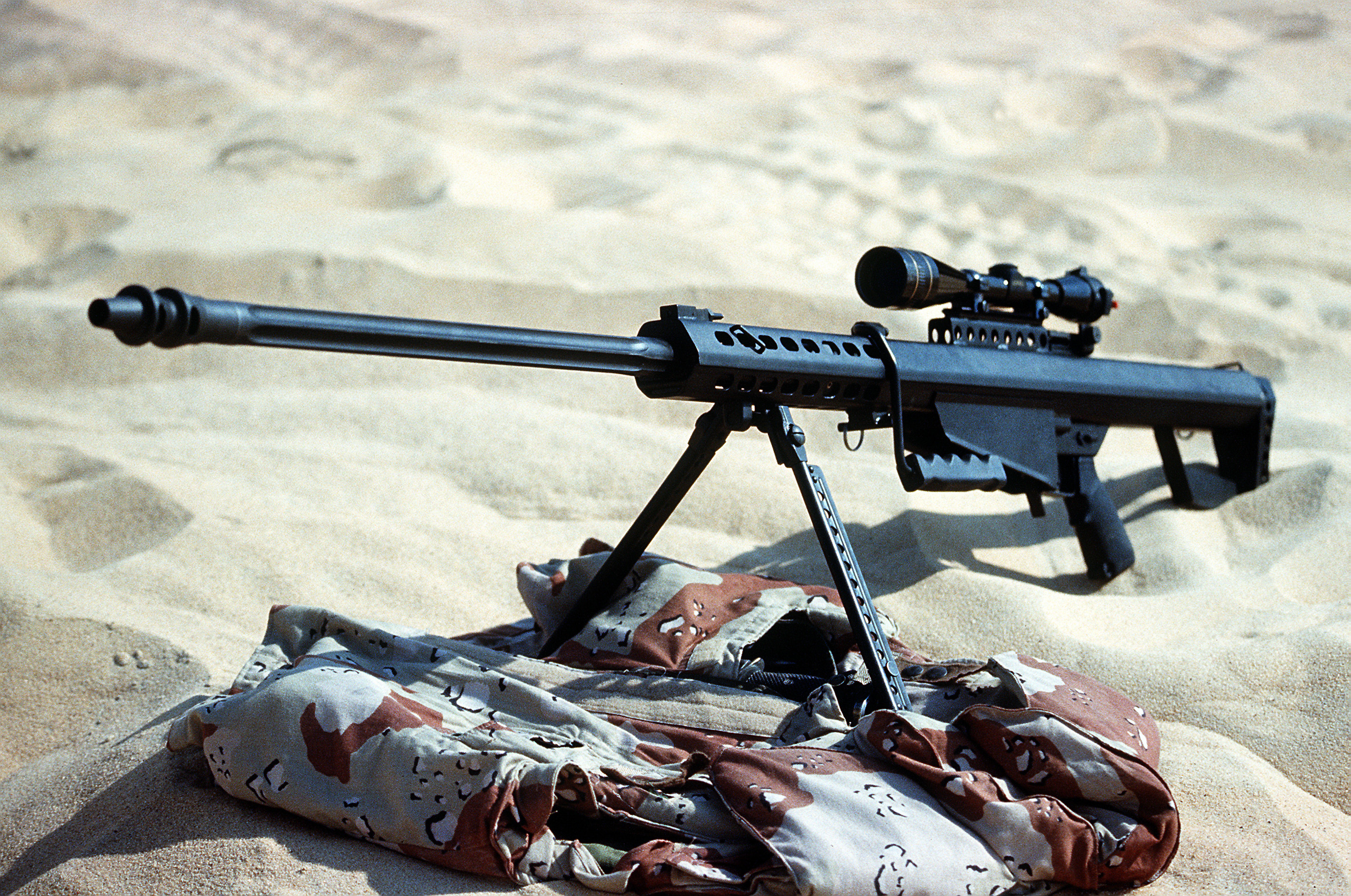
Barrett M82A1.

### M82A1
- Munición: .50 BMG (12,7 x 99 OTAN)
- Calibre: 12,7 mm
- Operación: Retroceso corto, semiautomático
- Longitud total: 1.225 mm a 1.448 mm
- Longitud del cañón: 737 mm
- Dispositivo de alimentación: Cargador extraíble recto, de 10 balas
- Mira: Telescópica con aumento de 10x
- Peso (descargado): 14 kg
- Velocidad de salida del proyectil: 853 m/s con proyectil de 42,8 gr (660 granos)
- Alcance efectivo con ajuste de mira: 1.500 m a 2.700 m
- Alcance máximo: 6.800 m
- Precisión esperada: Sub-MOA con munición match
- Costo unitario: US$ 8.010

### M82A2
- Munición: .50 BMG (12,7 x 99 OTAN)
- Calibre: 12,7 mm
- Longitud: 1.409 mm
- Longitud del cañón: 737 mm
- Peso (descargado): 14,75 kg
- Alcance efectivo máximo: 2.100 m
- Velocidad de salida del proyectil: 900 m/s
- Capacidad del cargador: 10 balas
- Costo unitario: US$ 6.000
- Estado: Prototipo

### M107
- Munición: .50 BMG (12,7 x 99 OTAN)
- Calibre: 12,7 mm
- Longitud: 1.448 mm (57 in)
- Longitud del cañón: 737 mm (29 in)
- Peso (descargado): 12,9 kg (28,5 lb)
- Capacidad del cargador: 12 balas
- Peso del cargador: 1,87 kg (4,12 lb)
- Peso de la bala: 600 granos (400 gr bala de latón macizo, 200 gr de pólvora)
- Velocidad del salida del proyectil:  853 m/s (2800 ft/s)
- Alcance máximo: 6.812 m (7450 yd)
- Alcance máximo efectivo: 1.830 m (2000 yd)[24]

### XM500
- Munición: .50 BMG (12,7 x 99 OTAN)
- Calibre: 12,7 mm
- Longitud: 1.169 mm (46")
- Operación: recarga accionada por gas, semiautomático
- Cañón: -
- Peso: 11,8 kg (26 lb aprox.)
- Alimentación: cargador extraíble recto
- Capacidad del cargador: 12 cartuchos
- Precio: US$ 11.000